# Хейханен, Рейно
Рейно Хейханен (фин. Reino Häyhänen; 14 мая 1920, Каскисаари — 17 февраля 1964, Пенсильвания) — советский разведчик, подполковник КГБ, сотрудник нелегальной резидентуры советской внешней разведки в США. Работал радистом у Рудольфа Абеля, проживал под именем финна Юджина Маки, родившегося в США. Во всех переписках с агентами и донесениях КГБ СССР фигурировал под псевдонимом «Вик». В 1957 году перешёл на сторону американцев и способствовал раскрытию не только Рудольфа Абеля, но и некоторых других советских резидентов, действовавших в США. Согласно официальной версии, погиб в автокатастрофе в Пенсильвании при невыясненных обстоятельствах.

## Ранние годы
Рейно Хейханен родился 14 мая 1920 года в деревне Каскисаари Петроградской губернии в крестьянской семье. По происхождению карел. Окончил школу и педагогический техникум, преподавал в деревне Липицы в течение трёх месяцев. Направлен в НКВД в 1939 году в связи с началом советско-финской войны. Владел свободно финским языком, вследствие чего по заданию НКВД отправился на фронт, где занимался допросом военнопленных и выявлением потенциальных шпионов и контрреволюционеров. Официально был прикомандирован в качестве переводчика к оперативной группе.
После завершения советско-финской войны Рейно Хейханен был направлен в Карело-Финскую ССР, где работал переводчиком и кадровым сотрудником в территориальных органах НКВД — НКГБ — МГБ. В 1942 году он подал заявление в партию и в мае 1943 года был принят в ВКП(б). Во время Великой Отечественной войны работал в Сегозерском отделении НКГБ (центр — деревня Паданы) оперативным сотрудником, выявлял финских шпионов и антисоветски настроенные элементы.

## После войны в Финляндии
К лету 1948 года лейтенант МГБ Рейно Хейханен уже был женат (супруга — Акулина Павлова) и имел сына. Он был вызван в Москву, где ему сообщили, что его планируют направить на задание уже как разведчика, а не контрразведчика. Хейханен был отправлен в Эстонскую ССР, где в течение года проходил профессиональную подготовку, включавшую изучение английского языка, фотографирование документов, вождение и ремонт автомобиля, шифровку и дешифровку сообщений. До лета 1949 года он официально работал механиком в городе Валга, а затем по заданию КГБ отправился в Финляндию с базы ВМС СССР Порккала. Советско-финскую границу он пересёк в багажнике автомобиля другого разведчика, работавшего официально представителем ТАСС в Финляндии. На руках у Хейханена были документы на имя человека по имени Юджин Николай Маки (англ. Eugene Nicolai Maki), урождённого Евгения Августовича Мяки.
Подлинный Мяки родился 30 мая 1919 года в американском местечке Энавилл (англ. Enaville) округа Шошоне штата Айдахо. Его отец — финн Август Маки, уроженец Оулу, иммигрировал в США в 1905 году (умер в марте 1933 года), мать — американка Лилиан Луома Маки, уроженка Нью-Йорка (умерла в 1941 году), также у Юджина был брат Аллан. В 1928 году семья Маки решилась переехать в Советскую Россию, продав своё имущество (в том числе ферму под Айдахо). Подлинный Евгений Мяки проживал в Петрозаводске, работал автогенщиком, в партии не состоял. 4 октября 1938 года Особой тройкой НКВД Карельской АССР он был признан виновным в шпионаже (статья 58-6 УК РСФСР) и был приговорён к 10 годам лишения свободы; данных о реабилитации не было. Аллан Августович Мяки, родившийся в 1917 году, работал котельщиком на Онегзаводе, 11 июля 1938 года был арестован по обвинению в шпионаже, однако, в отличие от Евгения, 5 октября 1938 года Особой тройкой НКВД Карельской АССР был приговорён к расстрелу и казнён через трое суток в Петрозаводске (реабилитирован Военным трибуналом Северного военного округа 8 сентября 1956 года).
Согласно легенде, которой руководствовался Хейханен, семья Юджина Маки покинула вскоре Советскую Россию, разочаровавшись в идеологии коммунизма, и перебралась в город Валга на юге Эстонии, где братья с матерью жили вплоть до её кончины. Юджин позже покинул Эстонию в июне 1943 года и обосновался в Лапландии, где жил и работал у кузнеца, поскольку у него попросту не было денег на возвращение в США. Заплатив двум «свидетелям», Хейханен доказал, что действительно жил в Финляндии с 1943 года. В 1950 году устроился работать на завод в Тампере по производству сейфов и ремонту автомобилей. 3 июля 1951 года «Маки» обратился в посольство США с ходатайством о выдаче паспорта; для укрепления достоверности легенды завёл вторую семью, женившись 25 ноября на 27-летней Ханне Курикка из города Сийлинъярви (о своей семье и подлинном прошлом он не говорил Ханне). Всего в Финляндии он прожил три года.

## Работа в США
28 июля 1952 года Юджину Маки выдали американский паспорт, и он тайно вернулся в СССР (пересёк границу тем же способом, что и при выезде в Финляндию), провёл три недели в Москве на конспиративной квартире. Хейханен получил инструкции о том, что теперь работает помощником резидента советской разведки в США, известного под псевдонимом «Марк». Дополнительно он получил новый инструктаж о шифровке и дешифровке сообщений, работе с кодами и изготовлению микроточек, обработке фотоплёнки и её вкладывании в контейнеры. На создание прикрытия Маки получил 5 тысяч долларов США. В Финляндию Маки вернулся снова в багажнике автомобиля и 20 октября 1952 года вместе с Ханной отплыл на пароходе в Нью-Йорк. По прибытии в США Маки сообщил Центру о готовности приступить к организации прикрытия и запросил средства; ему перечислили 3 тысячи долларов через тайник. Летом 1953 года Маки в театре Нью-Йорка впервые встретился с «Марком», чьего настоящего имени не знал (им оказался Рудольф Абель). После первых трёх встреч Маки получил от «Марка» радиоприёмник, сообщение для расшифровки и 200 долларов США.
Дважды Хейханен встречался с Михаилом Свириным, сотрудником легальной нью-йоркской резидентуры, работавшим в Секретариате ООН. До 1954 года Хейханен преимущественно обменивался информацией именно со Свириным, оставляя записки в тайниках, внешне выглядевших безобидно — от лазеек в металлической ограде (7-я авеню у моста Макомбс) до уличных фонарей (Форт-Тирон-Парк). Тайниками также служили разные полые болты, ручки, карандаши, винты, батарейки и даже монеты. Один такой тайник, представлявший собой полый болт, был найден в Проспект-Парке 15 мая 1957 года агентами ФБР; внутри болта была записка, в которой Маки выражал недоумение от того, что сорвалась его встреча с кем-то, и просил перепроверить информацию о месте и времени встречи.
По заданиям «Марка» Маки выезжал в командировки и определял местонахождение ряда лиц, которыми интересовалась советская разведка, а также обеспечивал связь «Марка» с Центром. Хейханен и Абель занимались сбором информации по ядерной программе США и программе строительства подводных лодок ВМС США. Со своей супругой он жил на Дорисли-драйв в Пикскилле (Нью-Йорк). Вскоре Абель стал чаще сообщать Центру, что Маки пристрастился к алкоголю и растратил почти все казённые деньги, а также несколько раз попадал в полицию в состоянии опьянения — соседи семьи Маки жаловались на постоянные скандалы. Один раз Маки даже потерял контейнер с микрофильмом. В связи с этим перед Центром был поставлен вопрос о замене Юджина Маки на другого человека.

## Перебежчик
В мае 1957 года Хейханен был вызван в Москву и получил очередной отпуск для награждения орденом и повышения в звании. Затем его со сменой паспортов отправили в Гавр. 1 мая Хейханен сообщил, что прибыл в Париж и что на следующий день он отправится в Западный Берлин, а оттуда вернётся в Москву. От сотрудника парижской резидентуры Хейханен запросил дополнительные средства во французских франках и американских долларах, хотя уже получил определённую сумму от Абеля. Вопреки ожиданиям советской разведки, в запланированный для отлёта в Берлин день Хейханен связался с посольством США во Франции и прибыл для разговора, после чего сознался в работе на советскую разведку. 10 мая 1957 года Рейно прибыл в Нью-Йорк, прошёл соответствующую медицинскую комиссию и отправился на допросы ФБР. Он рассказал, что работал на «Марка», и продемонстрировал полую пятицентовую монету из медно-серебряного сплава, в которой скрывал микрофильмы, а также выдал всю информацию о своём резиденте.
Как было установлено, одну такую пятицентовую монету с шифровкой — монету из медно-серебряного сплава чеканки 1948 года с профилем Томаса Джефферсона — обнаружил ещё 22 июня 1953 года курьер компании Brooklyn Eagle, когда получил плату за доставку товара. Он почувствовал, что одна из монет легче других по весу, и подбросил её, однако при падении монета раскололась на две части, а оттуда выпала микрофотография с рядом чисел. О странной находке курьер сообщил в департамент полиции Нью-Йорка; через двое суток полицейские доложили о монете с записью в виде цифр внутри одному из агентов ФБР, а ещё через двое суток эксперты ФБР начали изучать монету. Обычно подобные монеты использовались в неких «магических ритуалах», о чём было известно ФБР, однако записок внутри них не находили. Ещё две похожие пустые монеты обнаружили в Вашингтоне, однако сопоставить их с монетой 1948 года чеканки американцы не смогли. Вплоть до 1957 года никакого сдвига в этом деле не было, пока Хейханен не рассказал правду ФБР. Более того, 17 мая 1957 года в доме Маки была обнаружена ещё одна финская монета достоинством в 50 финских марок, устройство которой было аналогичным той самой пятицентовой монете 1948 года.
ФБР проанализировало полученные сведения и связало их с двумя агентами КГБ в Нью-Йорке: Михаилом Свириным и Рудольфом Абелем. Микрофильм из полой монеты, предоставленной Хейханеном, содержал приветственное сообщение в связи с его прибытием в Нью-Йорк, но содержание сообщения было расшифровано к 3 июня 1957 года и только после получения инструкций от Хейханена. До поступления указаний от разведчика шифр ВИК, которым было зашифровано сообщение, не поддавался расшифровке даже лучшим криптографам США. По итогам расследования американцами и был раскрыт Михаил Свирин, который пребывал в США в 1952—1954 годах: для установления его личности американцы использовали словесный портрет, данный Хейханеном, и проверили всех советских официальных лиц, находившихся в США в это время. В дальнейшем по показаниям Хейханена сотрудники ФБР обнаружили фотостудию в Бруклине, где Рудольф Абель хранил оборудование для фотографирования и проявления плёнки, выследили самого Абеля 28 мая и арестовали его 21 июня, изъяв у него документы на имена других личностей, которыми он пользовался.
Помимо Свирина и Абеля, Хейханеном были выданы другие разведчики: Виталий Павлов (сотрудник посольства СССР в Канаде), Александр Коротков, сержант Армии США Рой Родес («Квебек»), который работал в гараже посольства США в Москве (раскрыт за счёт компрометирующих материалов), а также Элен Собель (жена некоего «агента Стоуна» советской разведки). 14 октября 1957 года Рудольф Абель предстал перед федеральным судом Нью-Йорка по обвинению в шпионаже; Хейханен присутствовал при аресте Абеля и на его опознании, а также дал на суде показания против него. Адвокат Рудольфа Абеля Джеймс Донован, защищая своего подзащитного, специально выставлял Хейханена в виде «профессионального лгуна, патологического алкоголика, двоежёнца и вора». Тем не менее, Абель был признан виновным и 17 ноября был приговорён к 30 годам тюрьмы.

## Смерть
Несмотря на усилия Донована, Абель был признан виновным (освободили его спустя 5 лет, обменяв на Френсиса Пауэрса и Фредерика Прайора), а Хейханен избежал тюрьмы. Перебежчик остался жить под опекой ЦРУ в Нью-Хэмпшире. 17 февраля 1964 года в «New York Journal American» и других газетах был опубликован некролог, согласно которому Рейно Хейханен погиб в автокатастрофе в Пенсильвании на платной автомагистрали. Однако официально в Нью-Хэмпшире никаких свидетельств гибели Хейханена не было найдено, как не было зафиксировано признаков ДТП в предполагаемом месте катастрофы. По мнению Филиппа Биггера, автора книги «Negotiator: The Life and Career of James B. Donovan», смерть Хейханена случилась в 1961 году при не выясненных до конца обстоятельствах.
Среди версий гибели Хейханена рассматривается причастность группы лиц из спецслужб. В то же время начальник управления «С» Первого главного управления КГБ СССР Юрий Дроздов утверждал, что пьяного Хейханена сбила насмерть машина: его гибель в результате ДТП не была чем-то удивительным, поскольку Хейханен к тому моменту спился.